# Biologia quântica
A biologia quântica refere-se às aplicações da mecânica quântica e da química teórica aos objetos e problemas biológicos. Muitos processos biológicos envolvem a conversão de energia em formas que são utilizáveis para transformações químicas e são de natureza mecânica quântica. Tais processos envolvem reações químicas, absorção de luz, formação de estados eletrônicos excitados, transferência de energia de excitação e transferência de elétrons e prótons (íons de hidrogênio) em processos químicos, como fotossíntese, olfação e respiração celular.

## História
A biologia quântica é um campo emergente; A maior parte da pesquisa atual é teórica e sujeita a questões que exigem maior experimentação. Embora o campo tenha recebido recentemente apenas um influxo de atenção, ele foi conceituado por físicos durante todo o século XX. Os primeiros pioneiros da física quântica viram aplicações da mecânica quântica em problemas biológicos. O livro de 1944 de Erwin Schrödinger, What is Life?, discutiu aplicações da mecânica quântica em biologia.

## Aplicações

### Fotossíntese
Organismos que sofrem fotossíntese inicialmente absorvem energia luminosa através do processo de excitação eletrônica em uma antena. Esta antena varia entre organismos. Bactérias podem usar estruturas semelhantes a anéis como antenas, enquanto plantas e outros organismos usam pigmentos de clorofila para absorver fótons. Essa excitação eletrônica cria uma separação de carga em um local de reação que é posteriormente convertido em energia química para a célula a ser usada. No entanto, essa excitação eletrônica deve ser transferida de maneira eficiente e oportuna, antes que a energia seja perdida em fluorescência ou em movimento vibracional térmico.

### Mutação do DNA
O ácido desoxirribonucleico, DNA, atua como instruções para a produção de proteínas em todo o corpo. Consiste de 4 nucleotídeos guanina, timina, citosina e adenina. A ordem desses nucleotídeos dá a “receita” para as diferentes proteínas.

## Outras aplicações biológicas
Outros exemplos de fenômenos quânticos em sistemas biológicos incluem a conversão de energia química em movimento e motores brownianos em muitos processos celulares.